# Alan Marangoni
Alan Marangoni (Lugo, Ravenna, Emília-Romanya, 16 de juliol de 1984) és un ciclista italià, professional des del 2009. Actualment corre a l'equip Nippo-Vini Fantini. En el seu palmarès destaca un campionat nacional en contrarellotge sub-23, dues terceres posicions en el professional i una etapa al Giro del Friül-Venècia Júlia de 2008.

## Palmarès
- 2005
  -  Campió d'Itàlia en contrarellotge sub-23
- 2006
  - 1r al Memorial Davide Fardelli
- 2008
  - 1r al Trofeu Rigoberto Lamonica
  - Vencedor d'una etapa al Giro del Friül-Venècia Júlia
- 2018
  - 1r a la Volta a Okinawa

### Resultats al Tour de França
- 2013. 111è de la classificació general

### Resultats al Giro d'Itàlia
- 2010. 107è de la classificació general
- 2011. 142è de la classificació general
- 2013. 114è de la classificació general
- 2014. 137è de la classificació general
- 2015. 131è de la classificació general

### Resultats a la Volta a Espanya
- 2011. 138è de la classificació general